# Declaració de Bolonya
La Declaració de Bolonya és considerada generalment com el document que estableix els fonaments per a la implementació de l'Espai Europeu d'Ensenyament Superior (EEES), coneguda també com a Procés de Bolonya, i fou una declaració conjunta dels ministres europeus d'Educació per l'harmonització del disseny de l'Espai Europeu d'Ensenyament Superior elaborada el 19 de juny de 1999 a Bolonya (Itàlia).
A la declaració de Bolonya la han seguit diverses reunions entre ministres de la UE. Cada reunió ha produït un comunicat basat en les seves deliberacions. Fins ara s'inclouen el comunicat de Praga (2001), el comunicat de Berlín (2003), el comunicat de Bergen (2005), el comunicat de Londres (2007), el comunicat de Lovaina i Lovaina-la-Neuve (2009), el comunicat de Bucarest (2012) i comunicat de Yerevan (2015).